# 威悉河畔宁堡县
威悉河畔宁堡县（Landkreis Nienburg/Weser）是德国下萨克森州中部的一个县，首府威悉河畔宁堡。

## 地理
威悉河畔宁堡县西面与迪普霍尔茨县，北面与韦尔登县，东面与索尔陶-法林博斯特尔县和汉诺威地区，南面与绍姆堡县和北莱茵-威斯特法伦州的明登-吕贝克县相邻。